# Galena (Missouri)
Galena és una població dels Estats Units a l'estat de Missouri. Segons el cens del 2000 tenia 451 habitants.

## Demografia
Segons el cens del 2000, Galena tenia 451 habitants, 165 habitatges, i 121 famílies. La densitat de població era de 256,1 habitants per km².
Dels 165 habitatges en un 33,3% hi vivien nens de menys de 18 anys, en un 57% hi vivien parelles casades, en un 13,9% dones solteres, i en un 26,1% no eren unitats familiars. En el 23,6% dels habitatges hi vivien persones soles el 9,7% de les quals corresponia a persones de 65 anys o més que vivien soles. El nombre mitjà de persones vivint en cada habitatge era de 2,73 i el nombre mitjà de persones que vivien en cada família era de 3,2.
Per edats la població es repartia de la següent manera: un 28,8% tenia menys de 18 anys, un 8,9% entre 18 i 24, un 24,2% entre 25 i 44, un 28,2% de 45 a 60 i un 10% 65 anys o més.
L'edat mediana era de 35 anys. Per cada 100 dones de 18 o més anys hi havia 84,5 homes.
La renda mediana per habitatge era de 22.500 $ i la renda mediana per família de 24.423 $. Els homes tenien una renda mediana de 22.396 $ mentre que les dones 17.125 $. La renda per capita de la població era de 9.673 $. Entorn del 23,4% de les famílies i el 30% de la població estaven per davall del llindar de pobresa.

## Poblacions més properes
El següent diagrama mostra les poblacions més properes.